# Sherill Baker
Sherill Shavette Baker (Stone Mountain, 3 dicembre 1982) è un'ex cestista, allenatrice di pallacanestro e dirigente sportivo statunitense, professionista nella WNBA.

## Carriera
È stata selezionata dalle New York Liberty al primo giro del Draft WNBA 2006 (12ª scelta assoluta).
Dal giugno 2019 è vice-allenatore della Georgia State University.